# Патини, Теофило
Теофи́ло Пати́ни (итал. Teofilo Patini; 5 мая 1840, Кастель-ди-Сангро, Королевство Обеих Сицилий — 16 ноября 1906, Неаполь, Королевство Италия) — итальянский живописец, писавший картины в стиле академизма и реализма.

## Биография
Родился в Кастель-ди-Сангро 5 мая 1840 года в семье нотариуса Джузеппе Патини и Марии Джузеппы, урождённой Либераторе. Обучался живописи в институте Леопольдо Дорруччи в Сульмоне. В 1856 году поступил в Институт изящных искусств (ныне Академия изящных искусств) в Неаполе, где учился у Джузеппе Манчинелли, Доменико Морелли, Филиппо и Николы Палицци. В том же году на Королевской выставке в Неаполе получил серебряную медаль второго класса. Уже в ранних работах Патини, написанных в стиле академизма, заметно влияние реализма.
В 1860 году вступил в ряды гарибальдийцев и участвовал в борьбе за создание единого итальянского государства. После Рисорджименто продолжил образование. В 1862 году стал одним из учредителей Общества продвижения изящных искусств в Неаполе. В 1863 году был призван в Национальную гвардию для борьбы с бандитами в регионе. В том же году им был написан автопортрет и картина «Неаполитанцы восстают против испанцев в 1547 году». В 1864 году стал членом Итальянского государственного общества взаимопомощи учёных, писателей и художников. Некоторые написанные им в этот период картины близки по стилю к полотнам Бернардо Челентано. В 1860-е годы, наряду с картинами на сакральные сюжеты, им были написаны картина в антиклерикальном духе «Смерть Галилея» и полотна на тему Рисорджименто, в том числе посмертные портреты итальянских патриотов. В 1868 году во Флоренции картиной «Эдуард III и депутаты Кале» он выиграл двухлетний грант. В 1869 году написал портреты патологоанатома Сальваторе Томмази и философа Бертрана Спавенты. С последним художника связывала многолетняя дружба. В том же году переехал во Флоренцию, где познакомился с художниками из группы маккьяйоли.

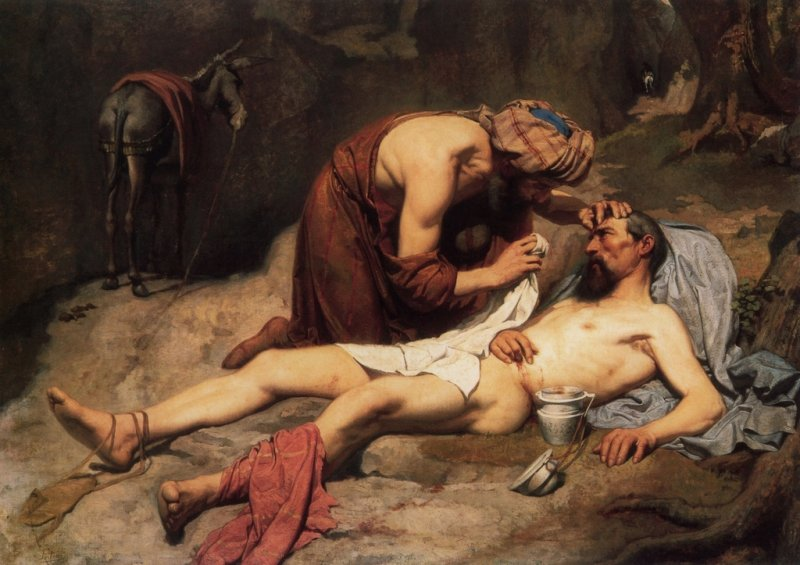
«Милосердный самаритянин» (1859). Холст, масло. Собрание Народного банка Адриатико, Пезаро

В 1871—1872 годах жил и работал в Риме, где сотрудничал с Микеле Каммарано. В 1875 году был удостоен звания кавалера Большого креста Ордена святых Маврикия и Лазаря. В декабре 1877 года женился на модели Терезе Тамбаско, у которой уже было от него двое из пяти их детей. В феврале 1878 года получил звание почётного профессора Института изящных искусств в Неаполе. В 1880 году им была написана его самая известная картина «Наследник», ныне хранящаяся в собрании Национальной галереи современного искусства в Риме. В сентябре 1882 года получил место художественного директора и учителя живописи в вечерней школе декоративно-прикладного искусства в Л’Акуиле. В 1888 году стал членом Комиссии по сохранению раскопок и памятников в Л’Акуиле и был избран президентом Общества рабочих Л’Акуилы. Вскоре после этого им был организован I Региональный рабочий конгресс.
Патини написал много картин на сакральные сюжеты. В некоторых из них присутствует масонская символика. Неизвестно был художник масоном, но известно о его дружбе с масонами Винченцо Орсини и Луиджи Фраска и о том, что масоны оказывали ему материальную помощь через заказы картин. В 1900 году Патини выдвинул две свои картины на участие во Всемирной выставке в Париже. Одну из них он вскоре снял, но именно её и выбрала государственная комиссия. Таким образом, художник на выставку не попал. У него случился нервный срыв, который ему пришлось лечить в санатории Петрилли в Неаполе. В 1906 году художник стал почётным гражданином города Л’Акуилы. Годом ранее, при протекции Леонардо Бьянки, ректора Неаполитанского университета и масона, Патини получил от министерства образования заказ на роспись большого зала Неаполитанского университета. Он умер в Неаполе 16 ноября 1906 года, не успев закончить эту работу.